# Socialismo municipale
Il socialismo municipale è un tipo di socialismo che utilizza il governo locale per promuovere obiettivi socialisti. Fu particolarmente diffuso in Europa e in Nord America tra la fine del XIX secolo e l'inizio del secolo successivo.

## Storia
Uno degli aspetti più notevoli delle politiche municipali sviluppate dalle maggiori città europee dalla seconda metà dell'Ottocento in avanti è rappresentato dalle attività di produzione ed erogazione di beni e servizi. In Inghilterra come in Italia, in Francia come in Germania, seppure con scansione e diffusione diverse, i comuni cominciano a costruire e/o a gestire acquedotti, gasdotti, centrali elettriche, tranvie, bagni pubblici, fognature, ma anche panifici, latterie, birrerie, farmacie, teatri. Non tutti questi interventi costituiscono, come attività municipali, una novità assoluta; pure, per le dimensioni e le modalità con cui vengono ora esplicati, rappresentano forse il tratto distintivo del governo comunale di questa fase. Per designare il fenomeno si coniano locuzioni come «industrialismo municipale» e, soprattutto, «socialismo municipale», imperniate su sostantivi di forte attualità nella seconda metà del XIX secolo.
La definizione di «socialismo municipale» è decisamente fuorviante. Essa fu elaborata ed utilizzata come strumento in due campi ideologici contrapposti. Da una parte i liberali ortodossi, non contemplando l'intervento dei poteri pubblici nella sfera economica se non in chiave puramente regolativa, attribuivano all'industrialismo municipale una matrice socialista allo scopo di squalificarlo e condannarlo. Dall'altra parte, il movimento socialista e l'opinione da esso influenzata, preconizzando una presenza incisiva dei poteri pubblici nello scenario economico, accettavano di considerare la gestione municipale di importanti servizi collettivi - chiunque la promuovesse - un prodromo del socialismo e magari un segno della sua ineluttabile vittoria. 
Non mancavano però quanti, sia in campo liberale che in campo socialista, riconoscevano nelle nuove funzioni dei comuni una tendenza inerente all'ulteriore sviluppo del capitalismo, traendone motivo gli uni per incoraggiare l'industrialismo municipale, gli altri per denunciarne il carattere borghese. In effetti, al di là delle valutazioni ideologiche, il «socialismo municipale» non appare affatto funzione diretta dei principi e dell'azione del movimento operaio e proletario. Di ciò vi fu precisa coscienza anche nei due paesi, la Francia e l'Italia, in cui i connotati socialisteggianti del fenomeno furono più marcati: il socialista francese André Mater definiva paradossalmente la tendenza municipalizzatrice come «socialismo conservatore», mentre l'economista italiano Giovanni Montemartini concludeva per il carattere essenzialmente pragmatico della municipalizzazione. In Russia Vladimir Lenin criticò aspramente il concetto quando questo fu ripreso dai menscevichi all’inizio del XX secolo:
Del resto, lo stesso modo di crescita dell'imprenditorialità comunale testimonia in questo senso. Tale crescita fu particolarmente intensa in Germania e soprattutto in Prussia, paese in cui la presenza di esponenti socialisti nei consigli municipali rimase, sino alla prima guerra mondiale, assolutamente irrilevante. Senza per questo volere escludere l'incidenza della politica di partito nel rapido diffondersi di imprese comunali a cavaliere tra i due secoli, bisognerà dunque ridimensionare il ruolo svolto dai postulati ideologici in questo fenomeno e immaginarlo piuttosto come il prodotto della convergenza di dinamiche complesse.
È facile comunque vedere il presupposto fondamentale di questo fenomeno nelle pressanti sollecitazioni di uno sviluppo urbano di dimensioni inusitate. Esso chiedeva, invero, di essere sostenuto da un'infrastrutturazione che rispondesse a determinati criteri di tempestività, efficienza, ampiezza, fruibilità sociale. Tale sviluppo produceva bisogni abitativi, di trasporto, di igiene, di ricreazione e - contestualmente alle domande che da quei bisogni scaturivano - mobilitava anche una serie di interessi: dell'industria, del commercio, delle banche, della rendita edilizia.
Si tratta di interessi che rinvengono nell'incremento quantitativo e qualitativo dei servizi urbani convenienze particolari e globali. Gli industriali e gli artigiani, ad esempio, troveranno nella produzione e distribuzione di gas ed elettricità una risposta al loro fabbisogno energetico, mentre la proprietà fondiaria ed edilizia spesso otterranno dalla ramificazione dei servizi a rete consistenti rivalutazioni degli immobili. Ma queste ed altre strategie sezionali saranno perseguite da ciascun soggetto sociale in una con la più generale esigenza di promozione e stabilizzazione del sistema urbano, più o meno acutamente, più o meno ideologicamente risentita. Su questo sfondo si apre la partita tra la risposta privata e quella pubblica-comunale e si dispiega perciò l'iniziativa municipalizzatrice.
Si intende facilmente come, concentrandosi in questo fenomeno un così ampio numero di variabili, quella iniziativa proceda nei vari paesi europei con passo ineguale. Sicuramente più precoce e massiccio è lo sviluppo di aziende municipali in Inghilterra e Germania, più lento e circoscritto in Francia ed Italia. Nei due paesi più dinamici si verificano, peraltro, una serie di circostanze simili. L'esordio dei nuovi servizi a rete è in buona parte opera dell'imprenditorialità privata; ma presto i comuni le si affiancano ed in certi settori, come gli acquedotti ed i gasdotti, la sostituiscono, fino quasi a soppiantarla. La motivazione più diffusa dell'intervento municipale è l'insoddisfazione per il servizio prestato dalle aziende private, la cui funzionalità sociale complessiva non sempre raggiunge livelli adeguati.
Le amministrazioni cittadine, in verità, rimproverano alle aziende concessionarie del servizio non solo la modestia delle loro prestazioni, ma sovente anche l'eccesso dei loro profitti. Nelle concessioni a favore dei privati, infatti, compaiono quasi sempre clausole che pongono un tetto agli utili ricavabili dall'impresa di pubblico servizio (in Inghilterra, ad esempio, attorno alla metà del secolo è comunemente convenuto un massimo del 10%). Il principio della municipalizzazione guadagna consensi anche utilizzando l'argomento che, una volta pubblicizzata l'impresa, una parte delle rendite possano concorrere alle entrate comunali e contribuire perciò ad alleviare la pressione tributaria.
A mettere i municipi in rotta di collisione con gli interessi privati sono d'altronde proprio i processi politico-costituzionali che investirono il governo locale tra Otto e Novecento: le amministrazioni municipali acquisiscono una sempre più consapevole rappresentanza degli interessi generali della comunità amministrata e, seppure all'interno di una complicata dialettica col governo centrale, traducono questa consapevolezza in un'espansione delle loro competenze e dei loro interventi.
Rientrano, infatti, in questo quadro di profonda modificazione del senso stesso del governo locale tutti i principali motivi con cui vengono legittimate le municipalizzazioni di questa fase. Tra quei motivi, vi è anzitutto quell'orgoglio municipale, quel patriottismo cittadino onde le élites locali sembrano avvertire in modo più forte che in passato l'esigenza di elevare il 'decoro' della città, di 'modernizzare' l'organizzazione ed il panorama del contesto urbano. Che tali atteggiamenti coonestino strategie meno 'nobili', esigenze materiali o di legittimazione, non toglie che essi siano entrati a pieno titolo nello strumentario della politica locale e servano egregiamente a sostegno di interventi amministrativi quali appunto le municipalizzazioni.
In secondo luogo - ma coerentemente a questa prima tendenza - le amministrazioni cittadine, in quanto interpreti dell'intera comunità, diventano pure responsabili delle condizioni di esistenza degli strati sociali svantaggiati. Anche questa rappresentazione del governo cittadino fornisce una messe di argomenti a favore della municipalizzazione: si pensi solo alla valenza sociale di una questione come quella dell'«igiene» ed alla sua connessione a servizi come l'acqua, il gas, lo smaltimento dei rifiuti ecc.; si pensi agli interventi tesi a fornire al proletariato urbano beni essenziali - dalla casa al pane - garantendone qualità e prezzo contenuto.
Né bisogna dimenticare che questa nuova configurazione del potere municipale è legata a doppio filo con il dilatarsi del ceto politico locale. I critici coevi dell'industrialismo municipale denunziarono subito in modo molto acceso come le aziende del comune offrissero a tale ceto occasione per alimentare il proprio protagonismo e soprattutto per allargare le schiere dei propri clienti. La denuncia si spinse probabilmente molto al di là del suo obbiettivo fondamento; ma certo lo 'spirito di conquista" degli amministratori locali non fu estraneo al diffondersi della municipalizzazione. Non è un caso che il momento d'oro del 'socialismo municipale' scocchi quando, agli inizi del secolo, i governi locali sono ormai dappertutto sulla via della partitizzazione, vengono cioè gestiti da partiti organizzati con modalità che diverranno virtualmente universali nel corso del novecento.
Un altro soggetto va tuttavia menzionato tra i componenti di questo 'partito della municipalizzazione': i funzionari ed i tecnici comunali (medici, ingegneri, farmacisti, architetti, igienisti). Questo personale al servizio dei comuni e delle loro aziende seppe sostenere la causa dell'industrialismo municipale e lavorare al suo successo, avviando una fitta rete di scambi delle proprie esperienze amministrative e forgiando addirittura degli ambiti disciplinari in cui idealmente collocare il proprio sapere applicato (la science of city government ed il municipal engineering in Inghilterra, le Kommunalwissenschaften e la Städtetechik in Germania, ove inoltre l'elemento tecnico era inserito nei vertici politici municipali).
Armata di questi argomenti e bandita da questi sostenitori, l'idea municipalista entrò in rotta di collisione con l'imprenditoria privata. Lo scontro conobbe momenti aspri, Il liberismo intellettuale e gli interessi industriali minacciati animarono una reazione ideologica particolarmente virulenta che corse per tutta l'Europa. Il celebre libro di Lord Avebury sul municipal trading, divenuto in breve il vangelo anti-municipalizzazione, attesta la temperatura raggiunta dal confronto, così come le traduzioni italiana, tedesca, francese di quel saggio dimostrano la dimensione transnazionale del conflitto. Anche le armi legali con cui comuni e privati si dettero battaglia spesso coincisero: in particolare, i municipi giocarono quasi sempre la carta del loro titolo a disporre del suolo cittadino.
Infine l'industrialismo municipale guadagnò la propria 'quota di mercato' ed in alcuni settori, come la distribuzione dell'acqua potabile, giunse a dominarlo. Pian piano emersero forme di duopolio contrattato, il regime delle concessioni si stabilizzò nuovamente ed emersero addirittura forme di commistione tra pubblico e privato, come le GWU (gemischtwirtschaftliche Unternehmungen) in Germania. Sovente furono le autorità nazionali a mediare i conflitti o a determinare un quadro legislativo che rendeva le soluzioni non conflittuali più convenienti per entrambi i contendenti.
In effetti, la vicenda della municipalizzazione ebbe nei governi nazionali degli attori di primaria importanza; giacché non era pensabile che una simile trasformazione del ruolo dell'ente locale, iniziative che così profondamente andavano ad incidere sul profilo dei rapporti tra amministrazione pubblica ed impresa privata, attività che potevano di tanto trasformare le condizioni di vita di centinaia di migliaia di cittadini, interventi che potevano servire a progetti partitici i più disparati non venissero tenuti sotto controllo dall'autorità politica centrale.